# Hjallis Harkimo
Harry Juhani "Hjallis" Harkimo (Helsinki, 2 de noviembre de 1953) es un empresario, deportista, youtuber finlandés y miembro del parlamento finlandés. Anteriormente, fue un diputado del Partido Coalición Nacional, ahora preside su propio partido político, Movimiento Ahora.
Elegido por primera vez al Parlamento en 2015 en representación del Partido Coalición Nacional, su mandato en el partido se vio truncado tras sus quejas sobre el liderazgo en 2018. Luego procedió a crear y registrar su nuevo movimiento político simplemente como una asociación debido al fuerte desdén hacia la política tradicional de partidos. Después de su exitosa campaña de reelección en 2019, Harkimo decidió registrar Movimiento Ahora como un partido después de todo, y explicó que "todo el sistema se construyó para que prosperar en él no sea posible sin tener un partido".
En el Parlamento, Harkimo se encuentra en la oposición, aunque votó a favor del nombramiento del Gobierno de Rinne. Posteriormente, explicó esto diciendo que quería darle una oportunidad a la plataforma de gobierno, ya que consideraba positivos muchos de sus objetivos. Desde entonces, Harkimo y el Movimiento Ahora han sido más críticos con el gobierno, incluso uniéndose a algunas interpelaciones conjuntas de la oposición.

## Navegación
En la temporada 1981-1982, Harkimo fue miembro de la tripulación del yate Skopbank de Finlandia en la regata Whitbread Round the World.
De 1986 a 1987 participó en una carrera de yates en solitario alrededor del mundo, BOC Challenge, y terminó tercero.
En la temporada 1989-1990 fue miembro de la tripulación del yate Belmont Finland en la regata Whitbread Round the World.

## Carrera política
Harkimo fue elegido miembro del parlamento en 2015 con 11.416 votos en las elecciones. Aunque fue elegido representante del Partido Coalición Nacional, en 2018 abandonó el partido y fundó un nuevo movimiento político, Movimiento Ahora. En las elecciones parlamentarias de 2019, Harkimo fue elegido al parlamento como el único representante de Movimiento Ahora.
Harkimo dijo a finales de agosto de 2020 que se postulará para alcalde de Helsinki en las elecciones municipales finlandesas de 2021.

## Negocios
Harkimo fue el presidente de la junta directiva del equipo de hockey sobre hielo, Jokerit, con sede en Helsinki. Además, es el desarrollador del estadio local del equipo, Hartwall Areena, e inversor en deportes.
Harkimo acogió la versión finlandesa de The Apprentice desde 2009 hasta 2013. e hizo un regreso de una temporada en 2018.
En octubre de 2017, Harkimo comenzó a publicar videos de YouTube, discutiendo política, negocios, deportes y otros temas.
En 2019, Harkimo compró el 49% de las acciones de Jokerit a los rusos Gennady Timchenko y Roman Rotenberg, propietarios de Arena Events Oy. Harkimo luego vendió el 100% de Jokerit a Jari Kurri, un antiguo gerente del club. La intención de Harkimo era excluir al club de la lista de sanciones de EE. UU. provocada por la anexión de Crimea.

## Vida personal
Harkimo se casó con su primera esposa, la parlamentaria Leena Harkimo en 1989. La pareja solicitó el divorcio en 2002. Más tarde se casó con la diputada Merikukka Forsius-Harkimo en 2004, pero se divorciaron después de solo un año de matrimonio. Harkimo tiene dos hijos de su primer matrimonio y un tercero de su segundo matrimonio. Su canal de YouTube contiene numerosos videos con sus hijos, con quienes mantiene una relación cercana.
Harkimo es vegetariano desde principios de 2018.